# Resolució 647 del Consell de Seguretat de les Nacions Unides
La Resolució 647 del Consell de Seguretat de les Nacions Unides, adoptada per unanimitat l'11 de gener de 1990 després de recordar la resolució 622 (1988) i una carta del Secretari General de les Nacions Unides sobre la solució de la situació a l'Afganistan, el Consell va aprovar les propostes de la carta relatives a la Missió de Bons Oficis de les Nacions Unides a Afganistan i Pakistan.
El Consell va ampliar el mandat de la Missió durant dos mesos, fins al 15 de març de 1990, d'acord amb les recomanacions del Secretari General Javier Pérez de Cuéllar, i li va demanar que mantingués actualitzat el Consell sobre l'evolució de la regió.